# Lista de eventos de derecho
Este artigo listará eventos documentados de derechos (linha de tempestades de vento), globalmente.

## Europa
| Evento                                              | Data                 | Notas |
| --------------------------------------------------- | -------------------- | --- |
| Derecho dos Países Baixos de 1674                   | 1° de agosto de 1674 | Catedral de Utrecht parcialmente colapsada; danos generalizados em todos os pontos de oeste e meio do país. Os danos foram classificados em IF3 pela ESWD, e rajadas estimadas entre 300-330 km/h. |
| Derecho da Polônia de 2017 ("Tempestade do Século") | 11 de agosto de 2017 | Derecho linear progressivo atravessou as províncias de Wielkopolskie, Kujawsko-Pomorskie e Pomorskie, no centro-norte da Polônia. Foi gerado a partir de um forte contraste térmico e teve rajadas de vento registradas em até 151,9 km/h em Elbląg. 62 feridos, 6 vítimas fatais e destruição de 20 mil edifícios. Apelidada de "Tempestade do Século" nacional. |

## Ásia
| Event                | Date                 | Notes |
| -------------------- | -------------------- | --- |
| Derecho de Huanghuai | 3-4 de junho de 2009 | Uma intensa linha de tempestades impactou as províncias chinesas de Shanxi, Henan, Shandong, Anhui e Jiangsu, matando 22 pessoas. |

## Oceania
| Evento                        | Data                   | Notas |
| ----------------------------- | ---------------------- | --- |
| Derecho de Queensland de 2023 | 25 de dezembro de 2023 | Afetou a província de Queensland, causando severa destruição generalizada de florestas e cidades. Rajadas estimadas em acima de 165 km/h. |

## América do Sul
| Evento                                                  | Data                      | Notas |
| ------------------------------------------------------- | ------------------------- | --- |
| "Blowdown" da Amazônia de 2005                          | 16–18 de janeiro de 2005  | Grande derecho derrubou ~540 milhões de árvores na floresta amazônica do Brasil. |
| Bow-echo no Rio Grande do Sul em 2009                   | 7 de setembro de 2009     | Linha em arco produziu múltiplos downbursts severos, com danos severos em uma extensa faixa de Candiota (RS) até Pedras Altas (RS). Um meteorologista técnico da UFSM estimou que as rajadas de vento em Pedras Altas superaram os 180 km/h, mas extremamente localizados. |
| Derecho e tornados de Buenos Aires de 2012              | 4 de abril de 2012        | Ventos severos em linha reta e cinco tornados (com intensidades entre F1-F2) causaram 25 mortes confirmadas no distrito de Buenos Aires, Argentina. Oficialmente, mais de 100 pessoas foram mortas.[carece de fontes?] |
| Derecho do Uruguai-Brasil de dezembro de 2012           | 16 de dezembro de 2012    | Linha de tempestades severas produziu rajadas de vento de até 160 km/h no Uruguai e de até 177 km/h no estado do Rio Grande do Sul (Brasil). |
| Derecho de maio de 2013 no Rio Grande do Sul            | 29 de maio de 2013        | Um eco de arco (bow-echo) de longa duração produziu uma extensa faixa de danos por rajadas de vento nas primeiras horas da manhã no extremo sul do Brasil. |
| Derecho de outubro de 2014 no Rio Grande do Sul         | 18–19 de outubro de 2014  | Um derecho noturno de movimento rápido, exibindo uma estrutura convectiva de mesoescala de "bow-echo", produziu uma faixa de ventos severos ao longo de um caminho de mais de 500 km (311 mi) no sul do Brasil. |
| Derecho serial de Santa Catarina de 30 de junho de 2020 | 30 de junho de 2020       | Derecho linear e de longa duração causado por um ciclone extratropical (ciclone bomba), causando destruição generalizada pelo vento em quase todos os municípios de Santa Catarina. Tornados isolados também ocorreram. A maior rajada de vento medida foi de 110 mph (180 km/h). |
| Bow-echo de Paysandú de 2022                            | 11 de julho de 2022       | Um pequeno e estreito bow-echo atingiu a cidade de Paysandú, Uruguai, causando a derrubada de 400 árvores, danificando 11.000 casas e ferindo mais de 30 pessoas. O evento foi inédito na cidade, comparável apenas ao tornado de Dolores em 2016. A linha de instabilidade produziu rajadas de vento locais maiores que 150 km/h. |
| Derecho progressivo de Buenos Aires de 2023             | 16–17 de dezembro de 2023 | Linha de instabilidade com assinatura de radar tipo bow-echo. Uma rajada de vento de 190 km/h foi medida em uma estação meteorológica privada do município de Bahía Blanca (Província de Buenos Aires). Danos extensos e muitas fatalidades foram registrados. |
| Série de bow-echoes em São Paulo de 2024                | 11 de outubro de 2024     | Vários linhas (eco em arco) produzidas depois de uma onda de calor. Uma linha em arco produziu uma rajada de vento de 107.8 km/h na Grande São Paulo (na Zona Sul se estima rajadas acima de 120 km/h, de acordo com a MetSul Meteorologia), com danos intensos em casas, comércios e mais de R$ 1,65 bilhões em danos em toda a cidade. Possivelmente as rajadas foram superiores em alguns pontos. Milhões de casas e prédios ficaram sem eletricidade. Outra linha em arco se desenvolveu em uma área rural, com um trajeto em direção a Piracicaba, atingindo também municípios vizinhos como Limeira, Rio das Pedras e Capivari. Rajadas foram registradas em 84.2 km/h pelo INMET, com queda de árvores e postes; ruptura de cabos elétricos; avarias em cruzetas, transformadores e outros componentes da rede elétrica; e granizo localizado. |

## Artigos relacionados
- Derecho (meteorologia)
- Downburst
- Supercélula
- Lista de downbursts no Brasil
- Lista de tornados no Brasil (1800-2024)
- Tornado